# 葉能哲
葉能哲牧師，是真理大學前校長。在任期間長達37年。擁有牧師身分。其祖父葉金木為馬偕最後的門徒。

## 相關書目
- 葉能哲-微積分
- 葉能哲-高等微積分
- 馬偕日記-葉能哲譯

## 弊案
於2010年初，被舉發涉嫌利用採購，浮報購買價格，掏空真理大學資產高達2.9億，其他媒體則紛紛有3.6億，4.9億等數目。最終法官則判決其無罪，三審無罪定讞審判書可見於"一〇四年度台上字第一〇五二號"。後獲賠29.5萬。